# 1509 Esclangona
1509 Esclangona eller 1938 YG är en asteroid upptäckt 21 december 1938 av den franske astronomen André Patry i Nice. Asteroiden har fått sitt namn efter Ernest Esclangon, en fransk astronom och matematiker.

## S/2003 (1059) 1
En måne upptäcktes 13 februari 2003 av W. J. Merline et al vid Europeiska sydobservatoriet. Månen är 4 kilometer i diameter. Avståndet mellan månen och Esclangona är 140 km och omloppstiden cirka 20 dygn. När asteroidmånar har sin omloppsbana så långt från huvudobjektet tros båda vara ett resultat av en kollision där två fragment efteråt har slagit följe.